# 姉小路公知
姉小路 公知（あねがこうじ きんとも / きんさと）は、江戸時代後期の公家。姉小路公前の子。官位は正四位下・右近衛権少将。朔平門外の変で暗殺された。維新後に生前の功により正二位を追贈された。

## 経歴
天保10年12月25日（1840年1月9日）、公卿・姉小路公前の子として誕生。安政5年（1858年）、日米修好通商条約に反対し、廷臣八十八卿の指導者として活動した。文久2年（1862年）9月、右近衛権少将となり、幕府への攘夷督促の副使として、正使三条実美と共に江戸に向かい、勝海舟と共に江戸湾岸の視察などを行う。
のちに国事参政となり、三条と共に攘夷派の先鋒となったが、文久3年（1863年）5月20日の夜半、深夜朝議からの帰途、京都朔平門外の猿ヶ辻で3人の刺客に襲われる。扇を振い、刀を奪うなどして奮戦して撃退するも、頭と胸に重傷を負い、帰邸後の翌日21日未明、自邸にて卒去（朔平門外の変）。享年25（満23歳没）。墓所は京都市上京区の清浄華院。

## 官歴
※明治5年までは旧暦。
- 嘉永2年（1849年）12月19日：従五位下に叙位。
- 嘉永5年（1852年）10月29日：従五位上に昇叙。元服し、昇殿を聴される。
- 嘉永7年（1854年）1月4日：正五位下に昇叙。
- 安政5年（1858年）
  - 10月26日：侍従に任官。
  - 12月7日：従四位下に昇叙。侍従如元。
- 万延元年（1860年）2月9日：従四位上に昇叙。侍従如元。
- 文久2年（1862年）
  - 1月5日：正四位下に昇叙。侍従如元。
  - 9月21日：攘夷勅諚の為、東下の副使となる（正使は三条実美）。
  - 9月28日：右近衛権少将に転任。
  - 12月9日：国事御用掛に併せて補せらる。
- 文久3年（1863年）
  - 2月13日：国事参政に異動する。
  - 4月23日：摂海防備巡察に併せて補せらる。
  - 5月20日：朔平門外の変。
  - 5月21日：卒去。
  - 5月25日：贈参議左近衛権中将。
- 明治39年（1906年）9月1日：贈正二位[4]。

## 系譜
- 父：姉小路公前（1816 - 1856）
- 母：不詳
- 正室：不詳
- 養子
  - 男子：姉小路公義（1859 - 1905） - 万里小路博房の子。

## 暗殺の犯人
現場に残されていた刀などの物証から、幕末四大人斬りの一人、薩摩藩の田中新兵衛が犯人と目されて捕らえられた。しかし、取調べ中に田中が自殺したため、真相は不明。理由として、攘夷派であった公知が勝に説得されて開国に傾いたため、とされるが、真相は今もって謎である。
朝廷は島津久光に上洛と治安維持を命じており、薩摩藩の介入を嫌がる尊王攘夷派による仕業という説もある。結果として薩摩藩は御所の乾御門の警備を外された。

## 贈参議左近衛権中将口宣
口宣
上卿　正親町大納言
文久三年五月二十五日　宣旨
故右近衛権少将藤原公知朝臣、為皇国忠誠苦心、依叡感不斜、
被垂愛憐、宜贈賜参議左近衛権中将
蔵人権右中弁兼右衛門権佐藤原博房　奉
訓読文
口宣
上卿　正親町大納言（正二位行権大納言正親町実徳）
文久三年五月二十五日　宣旨
故（な）き右近衛権少将藤原（姉小路）公知朝臣、皇国の為に忠誠苦心す。叡感（えいかん。天皇のお気持ち）斜めならず（非常に感動している）、愛憐（あいれん。いつくしみあわれむ）を垂れらる（与えられる）に依り、宜しく参議左近衛権中将を贈り賜ふべし。
蔵人権右中弁兼右衛門権佐藤原博房（正五位上）　奉（うけまたわ）る。